# Drepanis funerea
Drepanis funerea là một loài chim trong họ Fringillidae.